# Tuanjie Shuiku (reservoar i Kina, Heilongjiang, lat 44,07, long 130,17)
Tuanjie Shuiku är en reservoar i Kina. Den ligger i provinsen Heilongjiang, i den nordöstra delen av landet, omkring 340 kilometer sydost om provinshuvudstaden Harbin. Tuanjie Shuiku ligger 495 meter över havet. Arean är 4,4 kvadratkilometer. Trakten runt Tuanjie Shuiku består till största delen av jordbruksmark. Den sträcker sig 5,0 kilometer i nord-sydlig riktning, och 3,5 kilometer i öst-västlig riktning.
Genomsnittlig årsnederbörd är 937 millimeter. Den regnigaste månaden är juli, med i genomsnitt 188 mm nederbörd, och den torraste är januari, med 6 mm nederbörd.